# Törökfürdő

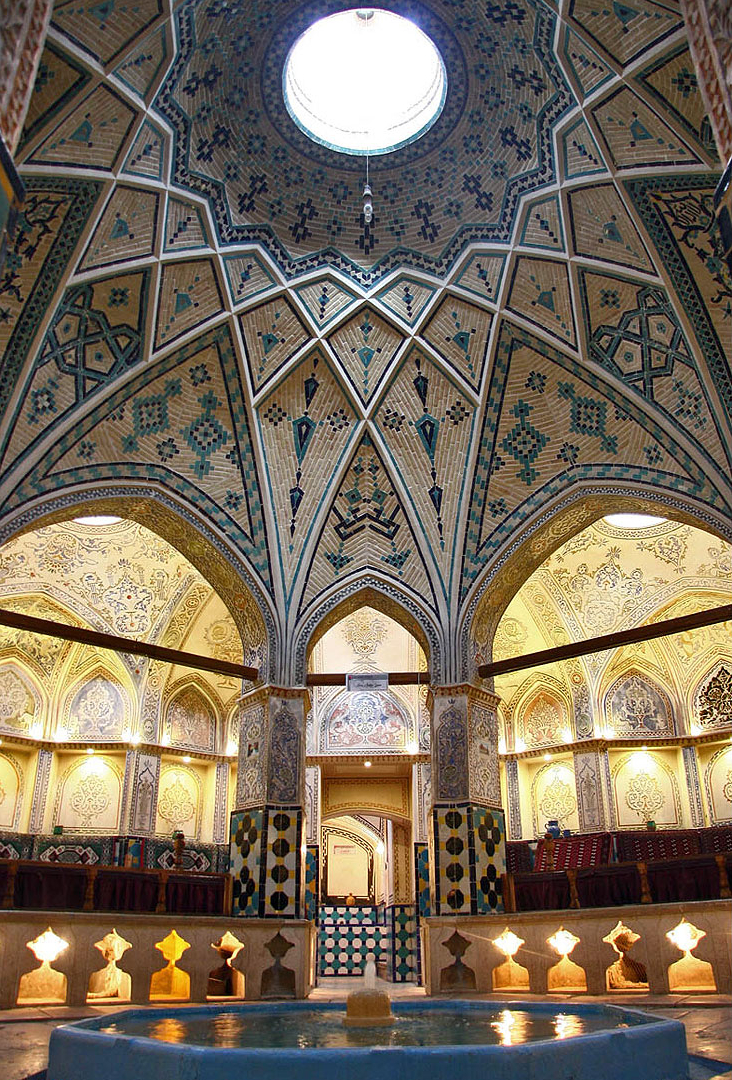
Amir Ahmad szultán 16. században épült fürdője (Irán)

A törökfürdő (arabul hammám, törökül hamam, jelentése: forró) a török és arab térségben elterjedt közfürdő. A muszlim fürdő- és egészségkultúra fontos része.

## Jelentősége az iszlám kultúrában
Az iszlám kultúrában a fürdésnek, tisztálkodásnak több okból is nagy jelentőséget tulajdonítottak. Az iszlám az imádkozás előtt kötelezően előírja a rituális mosakodást (arab: vudú), valamint bizonyos cselekmények és események után a test teljes megtisztítását (arab: guszl). A fürdőkultúra fontossága ugyanakkor levezethető abból az iszlám elképzelésből is, hogy az egészség és a szépség Allah művének beteljesülése, így a test ápolása és tisztán tartása a vallási kötelezettségek részét képzi.
A fürdők építészeti kialakítása szimbolikusan az univerzumot képezte le, a fürdő maga pedig a paradicsomot jelképezte. A víz a Korán szerint az élet forrás: „ … Allah vizet bocsát le az égből, és újjáéleszti vele a földet, miután az már meghalt … „ (2 szúra 164).
A keleti néphiedelmekben a fürdők megítélése már nem ilyen egyértelműen pozitív. A néphit szerint a fürdők az elhunytak lelkének és a démonoknak a lakhelye. A Mohamed próféta döntéseit, mondásait megörökítő hagyományokban (arabul hadísz) találunk olyat, ahol a vallásalapító dicséri a közfürdőket, másutt egyenesen az ördög (arabul iblísz) lakhelyekének írják le a hammámokat.

## Fajtái
Az épített közfürdőt az arab és török nyelvben egyaránt hamamnak hívják. A törökben ugyanakkor más fogalmakat is használnak (törökül kaplıca, ılıca), melyek általában hőforrás által táplált szabadtéri fürdőhelyet jelölnek, olykor azonban a hamam szinonimájaként is használják.

## A törökfürdők elrendezése

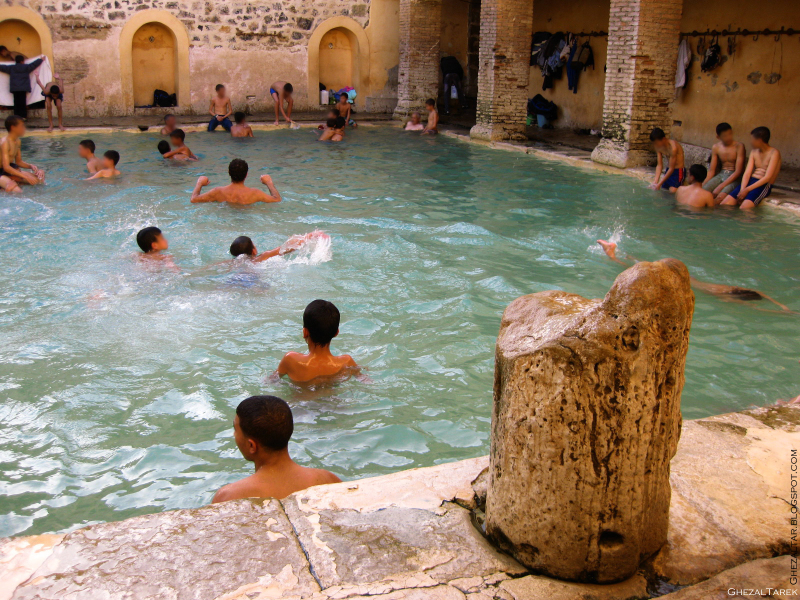
Egykori római fürdő Algériában, Khenchela tartományban

A törökfürdők eleinte a római, illetve bizánci fürdők mintájára létesültek, bár a fürdők elrendezése sokat módosult az idők folyamán. A törökfürdőkben is hőfok szerint osztották fel a fürdőt, hasonlóan a római és bizánci fürdőkhöz. A klasszikus törökfürdő három részből áll:
- öltözőterem (camekan)
- átmeneti helyiség (soğukluk)
- forró fürdőterem (harara, sıcaklık)

A városokban lévő fürdőket egy kis folyosón keresztül lehetett megközelíteni, itt volt a díszes kivitelezésű öltözőterem. Az öltözőteremből és a forró fürdőbe egy átmeneti helyiségen keresztül lehetett eljutni. A forró fürdőterem (harara vagy sıcaklık) közepén egy márványlapot helyeztek el (törökül: göbek taşı, azaz köldökkő), ezen masszírozták a vendégeket. A forró fürdőben a fal mentén kis mosdómedencéket helyzetek el (törökül: kurna), ebből lehetett vizet meríteni a test hűtésére. A fürdőteremből a nagyobb létesítményekben kis kamrák (törökül: halvet) nyíltak. A vendégek számára szolgáló fűtőhelyiségektől külön helyezték el a víztartály és a fűtőkemencét (törökül: külhan). A kemence segítségével a padló alatt elhelyezett fűtőrendszert.

## A törökfürdők használata

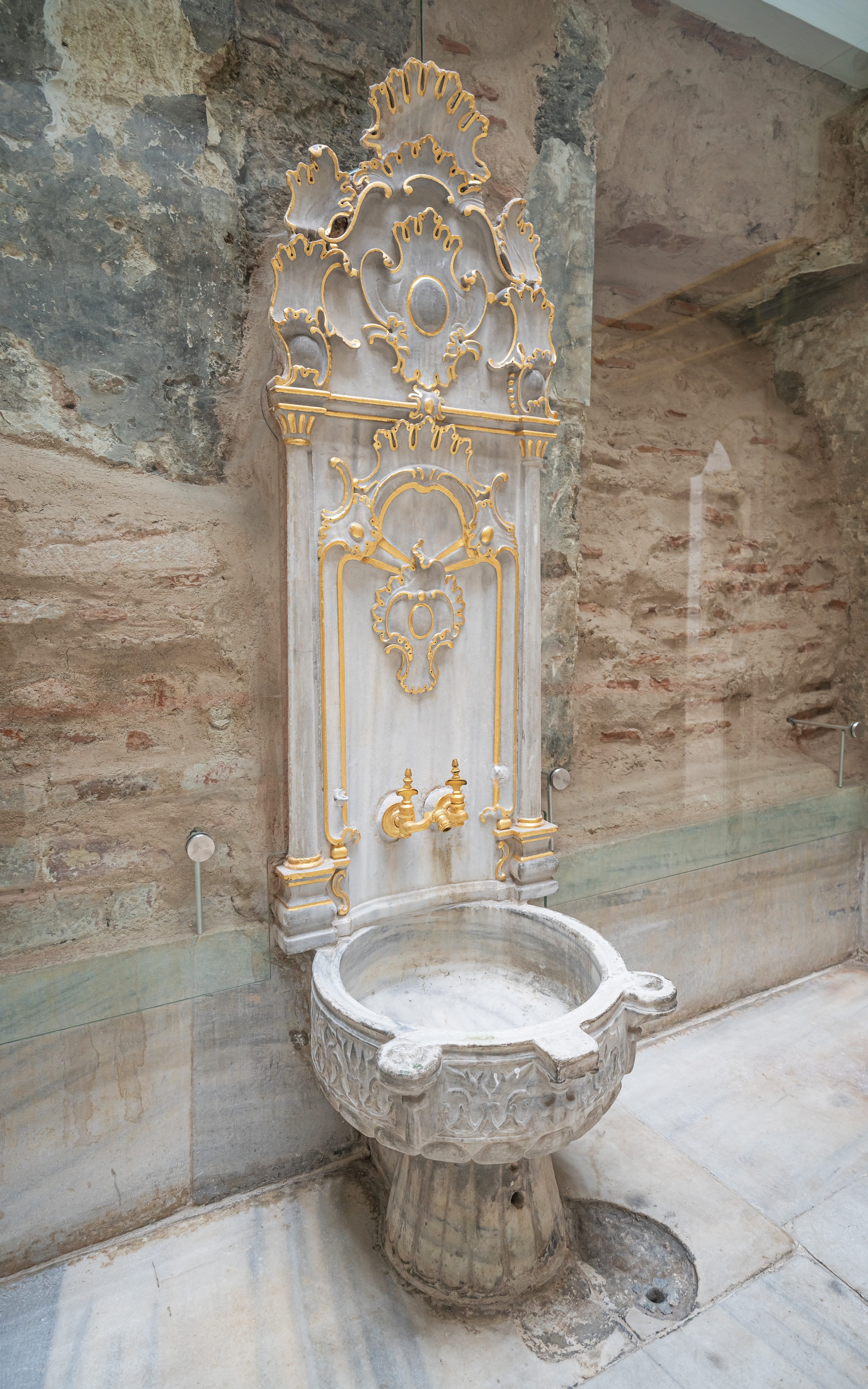
Márványkút a Topkapı palota hammámjában

A fürdők használata részben a törökfürdők felépítéséből adódott: a vendégek a termeken áthaladva először a meleg részről a langyosba jutottak, majd egy hidegebb területre, végül pedig egy száraz részre.
Abd al-Latíf al-Bagdádi (1162-1231) középkori arab polihisztor a kairói fürdő használatát a következőképpen tanácsolta a férfi vendégeknek: kezdjék a fürdőzést az első teremmel, majd menjenek át a melegebb medencékbe és pihenjenek le egy puha heverőre, hogy testük izzadhasson. A szerző ezután azt javasolta, hogy törülközzenek meg többször tiszta vászonkendővel, menjenek át a fürdő elkülönített részébe és végezzek él a rituális mosdást, majd üljenek bele egy kád kellemes vízbe és mosakodjanak meg szappannal. Ezután bedörzsölhetik testüket az évszakhoz illő ecettel, letisztíthatják bőrüket vízzel vagy krémek segítségével. Ezt követi egy újabb megmártózás langyos vízzel teli kádban, majd a test letörlésre ámbra vagy rózsa illatú kendőkkel. A szerző felhívta a fürdőzők figyelmét arra is, hogy a folyadékveszteség miatt tanácsos rózsavizet vagy almaszörpöt kortyolgatni.
A fürdőket hagyományosan külön használták a nők és a férfiak: vagy nemek szerint eleve megosztott fürdőházakat (ez inkább a nagyvárosokra volt jellemző), vagy ugyanaz a fürdő különböző napokon csak az egyik vagy másik nem számára állt nyitva.
A mindkét nem számára nyitva álló fürdőket a nők általában a déli és az esti ima közötti időszakban használhatták, ilyenkor a fürdőn egy törülköző kiakasztásával jelezték, hogy kizárólag női vendégeket fogadnak. Épültek ún. ikerfürdők is (törökül çifte hamam), ahol egyetlen intézménynek férfi és női részlege is volt. A fiúgyermekek közül kizárólag a serdületlen gyerekek mehettek édesanyjukkal a fürdőbe, a felnőttnek számító fiúk (mukallaf) az idősebb férfiakkal együtt vehették igénybe a törökfürdőt.
A nők számára a fürdők egyben a társadalmi érintkezés helyszínei is voltak, ezen kívül számos testápolási, kozmetikai szolgáltatást is igénybe vehettek (agyagos pakolások, bőrtisztítás dörzsöléssel). A fürdőkben a nők hennát is készíttethetek magunknak.
Mindkét nem számára kínáltak a fürdők testszőrtelenítést, masszázst és hajfestést (nők hajukat, a férfiak hajukat és szakállukat is festették). A szőrtelenítést egy nura nevű anyaggal végezték, mely oltatlan meszet és arzénos triszulfátot tartalmazott. A muszlim kultúrában a testszőrzet az ápolatlanság jele volt, ezért rendszeresen eltávolították.

### A törökfürdő házasságkötés előtti szerepe
A törökfürdőknek már a házasság előkészítésben is fontos szerep jutott, ugyanis az anyák gyakran itt vették pontosan szemügyre fiaik leendő házastársát (a férj csak a házasságkötés után láthatja az arab hagyományok szerint felesége testét). Elterjedt szokás volt, hogy a leendő anyós megmosta a feleségjelölt testét, így vizsgálva meg, nincsenek-e fogyatékosságai. A fürdőben a családok nőtagjai jobban megismerkedhettek, gyakran itt alkudták ki a hozományt. A fürdőnek fontos szerepe volt a házasságkötés előtti napon, ilyenkor ugyanis a menyasszony és a vőlegény is rituálisan megtisztította magát. Erre utalnak a vőlegény-fürdő (törökül: damat hamamı) és a menyasszony-fürdő (törökül gelin hamamı) kifejezések is a török nyelvben.

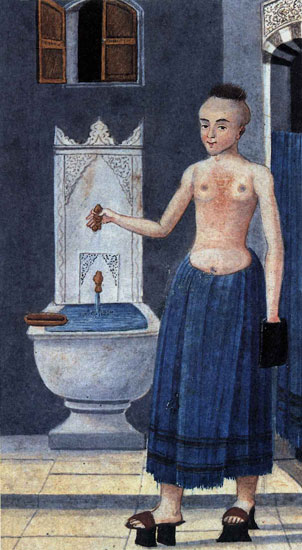
A törökfürdőben szolgáló fürdőmester, a dellák

### A törökfürdők személyzete
A törökfürdők élén a fürdős állt (hamamcı, hammámi), aki irányította a fürdőt, elszámolt a tulajdonos felé a bevételekkel és kiadásokkal. A budai törökfürdőket szintén fürdős vezette, aki gyakorlatilag vállalkozó volt. Feladatai közé tartozott a fürdő tulajdonosa felé elszámolni a bevételekkel és kiadásokkal, adott estben azonban nem ez volt a főfoglalkozása. A budai állami fürdőt pl. a vértkészítők parancsnokhelyettese, később egy budai polgár majd egy gránátos üzemeltette a török uralom idején. A fürdő személyzetéhez tartozott a forró kövezet miatt megemelt papucsban dolgozó dellák. A dellákok a nem muszlim hitű (arab: dzimma) fiatal fiúk közül kerültek ki, e szakma gyakorlását ugyanis a muszlim hitűek méltóságukon alulinak tekintették. A dellák feladat volt a masszírozás, az iszlám vallás által kötelezően előírt szőrtelenítés elvégzése. A törökfürdőkben fürdőszolga (hadim) is dolgozott, aki a fűtésről és a takarításról gondoskodott.

## A törökfürdők története
Az arab világban a korai időszakban görög-római típusú fürdőket is építettek, így pl. 641-ben Alexandriában. A 10. és a 15. század között a törökök nyugat felé nyomultak, az elfoglalt területeken a meglévő fürdőket birtokba vették, majd idővel újakat is építettek.
Konstantinápoly elfoglalása után (1453) az új fővárosban hatalmas közfürdőket építettek a török uralkodók. Mimar Sinan (1489–1588) építész nevéhez több kisebb és egy-egy reprezentatív fürdő tervezése is köthető. Az egyik leghíresebb a ma is fürdőként működő hamam az isztambuli Çemberlitaş Hamamı, mely 1584-ben épült. A szintén Isztambulban található 1550-1558 között megépült Szulejmán-mecsethez közfürdő is csatlakozott.
Híresek volt az arab világ központjainak számító nagyvárosok (Damaszkusz, Kairó) közfürdői is. A törökök a meghódított területeken is építettek törökfürdőket, ezek közül a legtöbb Budán maradt meg eredeti vagy részben eredeti állapotában.
A keleti fürdőkultúra a 19. század második felében Angliában is népszerűvé vált. Ez David Urquhart parlamenti képviselő munkásságának köszönhető, aki marokkói utazásairól megjelent könyvében leírta a törökfürdők működési elvét. Londonban először 1860-ban nyílt törökfürdő, később számos további ilyen jellegű intézmény létesült. A viktoriánus korabeli törökfürdők száraz gőzfürdők voltak, a nedves forró levegőjű fürdőket ekkor orosz fürdőnek hívták (nem csak Angliában, hanem Magyarországon is).
A törökfürdők jelentősége sokat csökkent a XX. században, mely a fürdőszobák elterjedésével, a hagyományos arab és török életmód megváltozásával magyarázható. Sok helyen az egykori törökfürdők turisztikai látványosságok.

## Törökfürdők Magyarországon

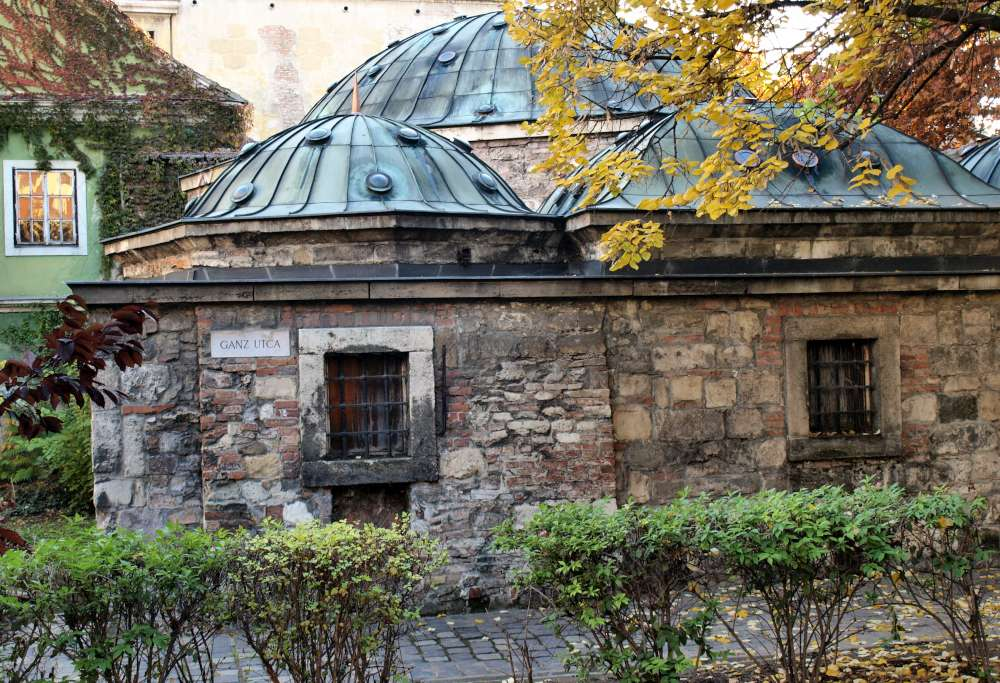
A Király gyógyfürdő épületrészlete

Magyarországon számos török kori emlék megmaradt, ezek közül a fürdők azért is fontosak, ugyanis gyakran megtartották eredeti funkciójukat. Az elsősorban Budapesten található gyógyfürdők hivatalos megnevezésük szerint is törökfürdőnek számítanak (a Rudas gyógyfürdő, a Király gyógyfürdő, valamint a Veli bej fürdő.
Az egykori budai törökfürdőkből hat törökfürdőnek vannak régészeti nyomai (Jesil direkli, Kücsük, Veli bég, Horosz kapu, Pasa szeráj, Tojgun pasa), ezekből négyben üzemel mai is gyógyfürdő (Horosz kapu: ma Király fürdő, Jesil direkli: ma Rudas gyógyfürdő, Veli bég: ma Veli bej fürdő, Kücsük: ma Rác fürdő). A budai törökfürdők műemléki védelem alatt állnak. A törökfürdők kupolájának kialakítása kétféle módon történhetett: a kupolát oszlopok tartották vagy az épület falaira illetve zömök tartópilléreire építették fel a gömbkupolát. Előbbi megoldásra példa a mai Rudas fürdő termálfürdője, míg a második megoldást a mai Király, Veli bej, illetve a Rác fürdőknél alkalmazták. A budai törökfürdőket az 1500-as évek közepétől kezdték el építeni, a század végére már mindegyik fontosabb fürdő elkészült. Két budai törökfürdő létét régészeti feltárások igazolták.
Székesfehérváron a 16. században kettő, a következő évszázadban pedig már három törökfürdő üzemelt, melyeket a város 1688-as elfoglalása után a keresztesek leromboltak. Güzeldzse Rüsztem pasa fürdőjének romjai ma is megtekinthetők. Szintén három fürdője volt Pécsnek a 16. századtól, köztük Memi pasa fürdője. Esztergomban Rüsztem pasa épített fürdőt. Törökfürdő működött még a hódoltság idején Gyulán, Szegeden, Szekszárdon, Bácsban, Becskereken, Hatvanban, Lippán és Egerben (Arnaut pasa fürdője és Válide szultána fürdő). Sudár Balázs becslései szerint összesen 75 kiépített fürdő létesült a törökök hódoltság ideje alatt.
Egerben található a Valide szultána fürdő romjai, melynek rekonstrukciós munkái még nem fejeződtek be. Működő fürdő Arnaut pasa egykori fürdője (ılıca) köré épült fürdőkomplexum.

## Idézetek
Cristóbal de Villalón így írt a törökfürdőkről a 16. században megjelent dialógusos útleírásban:
"Mátyás: – Hogyan fürdenek? Kádakba merítkeznek?
Péter: – Mindenkinek adnak egy kék törülközőt, amit a dereka köré csavar, és az leér a térdéig; a fürdőházban aztán mindegyik csarnokban két-három kis medence van, amelyekbe két sugárba csorog a víz, az egyik igen forró, a másik meg hideg. Abból ki-ki kedve szerint keverhet magának fürdővizet, amit azután az odakészített ónkancsókból a hátára locsolhat, be se kell merítkeznie a medencébe. A padlózat is márványból van, és olyan patyolat tiszta, akár egy ezüst edény, a medence se lehetne tisztább. A fürdő szolgálattevői meg is mosdatnak, ha úgy kívánod, s bizony nem csak a törökök járnak oda, hanem Levante valamennyi zsidója meg kereszténye is. Magam is megfürödtem minden második héten, és az egészségemnek meg a tisztaságomnak nagy javára szolgált, amit itthon bizony ugyan hiányolok. A török leginkább a mocskosságunkat gúnyolja, mégpedig okkal, mert nincs olyan ember, se asszony egész Spanyolországban, aki a születésétől a haláláig kétszer megfürödne."
Szemere Bertalan emigránsként élt Törökországban, ekkor látogatta meg a helyi törökfürdőket:

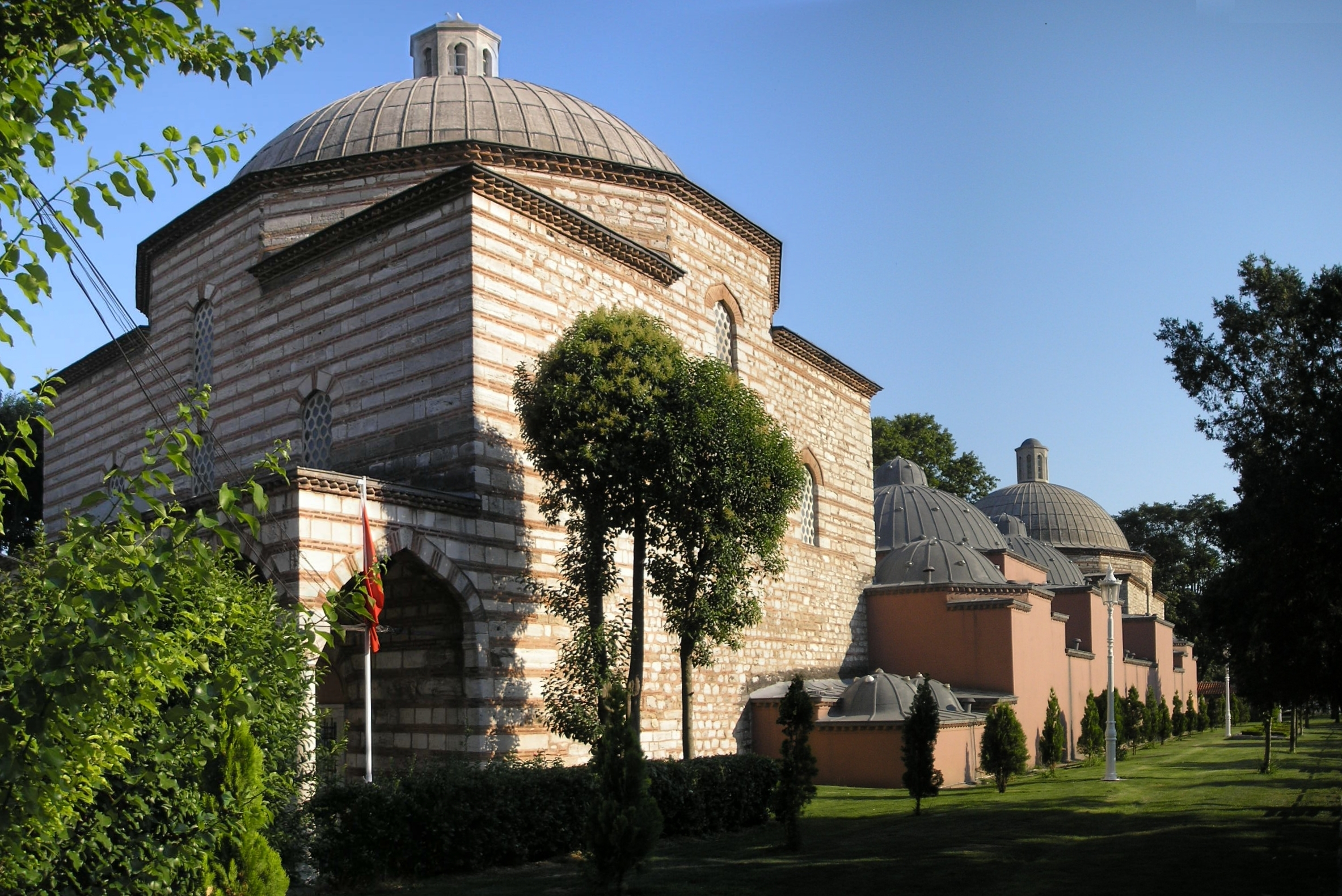
Mimar Sinan által tervezett isztambuli törökfürdő

"Természetes e szerint, hogy nincs török kis falu, melyben egy fürdő nem volna. Constantinápolyban nyilvános van legalább 450, közüle igen sok ingyen fürdő, némely kizárólag a nőké, legtöbb közös a két nemmel, de úgy, hogy mind a férfiak, mind a nők számára bizonyos napok vagy bizonyos órák vannak kijelőlve. (...) Levetkőzvén a vendég, mellé egy szolga adatik, ki neki két színes pamutlepedőt nyújt át, mellyel magát betakarja, s lábára fapapucsot öltvén, így megy be az első terembe, mely hűsnek neveztetik, ámbár hévmérséklete legalább 35 Reaumur foknyi. Itt mintegy tíz percig marad, mely elég arra, hogy izzadásba jöjjön. (...) A hőség azonban bár nagyobb, nem oly kellemetlen mint az orosz fürdőkben, mert itt nem a katlanból jön be ropogva a fojtó gőz, mint ezekben, hanem a márványpadló alulról fűttetik, ezért szükséges a fapapucs, s a kövön folydogáló víz az, mi könnyű meleg gőzzé válik, mi oly átlátszó, hogy sem látni nem gátol meg, sem a mellet nem nyomja.
Az elég durva taglalás után a vendég fölkél, s egyik forrás mellé egy fazsámolyra leül, s egy réztállal kívánata szerint melegebb vagy mérsékeltebb vegyítékű vízzel tetőtül talpig többször végigöntetik. Kipihenvén magát, mert bizony szüksége van rá, a szolga szőrkefével erősen s ügyesen megkeféli, s az európai, ki magát tisztának hitte, csodálkozva szemléli, mi sok és mi vastag tésztaszerű anyag vonatik le bőréről. (...) Ekkor a vendég a hűs terembe vitetik, hol három száraz lepedőt adnak rá, fejét, mellét, ágyékát gondosan beburkolván, s midőn az izzadás szűnni kezd, a szolga az öltöző szobába kíséri, hol jól betakarva, tiszta ágyba fekvén le, még egyszer jön izzadásba, de ez már kellemes és nem tartós. E pihenő lomhálkodás, e bágyadozó fekvés, e fáradság s megújulás együtt, a röstségnek e gyönyöre, ez érzése a lankadásnak, mely múlik, és közelgése az erőnek, mely visszatér, ez valami kimondhatlanul kellemes érzés, s a török ha valahol, itt adja át magát, kávészörpölés, dohányillat és serbet-iddogálás közt, amaz érzéki boldogságnak, mi nem egyéb, mint boldog merengés a puha nyugalom álom-ölében."

## Érdekességek
- A budapesti köznyelvben törökfürdőnek nevezik a Szent Lukács gyógyfürdő közelében található romos, kupolás épületet. Valójában az épület a 19. századból származik, a megszűnt népfürdő része volt.
- A törökfürdőknek fontos szerepe van Ferzan Özpetek azonos című filmjében (Törökfürdő – 1997). A filmben a törökfürdő egyben a hagyományos keleti, törökországi kultúra és életforma szimbóluma.
- A japán kultúrában a törökfürdő (japán: Toruko-buro) valójában a fürdő és a bordélyház kombinációja volt. Később a soapland kifejezés honosodott meg az ilyen intézmények jelölésre.